# 곱셈 역원

함수 y = 1/x의 그래프. 0을 제외한 모든 x에 대해 y는 x의 곱셈 역원을 나타낸다.

수학에서, 어떤 수의 곱셈 역원(-逆元, 영어: multiplicative inverse) 또는 역수(逆數, 영어: reciprocal)는 그 수와 곱하면 곱셈 항등원(1)이 되는 수를 말한다. 두 수의 곱이 1이 될 때, 한 수를 다른 수의 역수라고 한다. {\displaystyle x}의 곱셈 역원은 {\displaystyle 1/x}와 같이 표기하거나 {\displaystyle x^{-1}}와 같이 쓸 수 있다. 곱하여 1이 되는 두 수를 '서로 곱셈 역원'이라 하기도 하는데, 이는 곱셈 역원 관계가 대칭 관계이기 때문에 가능한 표현이다. 즉, 만약 {\displaystyle x}가 {\displaystyle y}의 곱셈 역원이라면, {\displaystyle y} 역시 {\displaystyle x}의 곱셈 역원이다.
예를 들어, 유리수 {\displaystyle 3/5}의 곱셈 역원은 {\displaystyle 5/3}이다. 실수 {\displaystyle {\sqrt {3}}}의 곱셈 역원은 {\displaystyle {\sqrt {3}}/3}이며, 복소수 {\displaystyle 1+i}의 곱셈 역원은 {\displaystyle (1-i)/2}이다. 보다 일반적으로, 유리수 {\displaystyle m/n}의 곱셈 역원은 항상 {\displaystyle n/m}이며, 복소수 {\displaystyle a+bi}의 곱셈 역원은 항상 {\displaystyle (a-bi)/(a^{2}+b^{2})}이다. 0이 아닌 복소수의 곱셈 역원은 항상 존재하며, 또한 항상 유일하다. 그러나 0은 곱셈 역원을 가질 수 없는데, 이는 0에 아무런 수를 곱하여도 0이 되기 때문이다. 각 실수를 그 곱셈 역원으로 대응시키는 함수 {\displaystyle f(x)=1/x}는 반비례 함수의 예이다. 이러한 이름은 변숫값과 함숫값이 반비례 관계를 이룬다는 데에서 왔다.
곱셈 역원의 개념은 모든 모노이드에서 다룰 수 있다. 이 경우 교환 법칙이 성립한다는 보장이 없으므로 곱셈 역원은 두 가지 순서로 곱하였을 때 모두 곱셈 항등원인 두 원소의 관계로 정의된다. 단지 왼쪽 또는 오른쪽에 곱하였을 때 곱셈 항등원이 된다고 요구할 경우 왼쪽 역원과 오른쪽 역원의 개념을 얻는다.모든 원소가 곱셈 역원을 갖는 모노이드를 군이라고 한다. 곱셈 역원의 개념은 환에서도 다뤄지며, 이 경우 곱셈 역원을 갖는 원소는 가역원이라고 불린다. 이들 가역원은 가역원군이라는 군을 이룬다. 환의 가역원이 유일한 역원을 가질 필요충분조건은 모든 0이 아닌 원소가 가역원을 갖는 경우를 나눗셈환이라고 하며, 여기에 곱셈 교환 법칙을 추가하면 가장 익숙한 체의 정의가 완성된다.

## 정의
모노이드 {\displaystyle (M,\cdot ,1_{M})}의 이항 연산이 곱셈으로 간주될 경우, 그 항등원은 곱셈 항등원으로 간주된다. 이 경우 모노이드의 각 원소 {\displaystyle m\in M}에 대하여, 만약 다음 조건을 만족시키는 원소 {\displaystyle m^{-1}\in M}가 존재할 경우, {\displaystyle m^{-1}}를 {\displaystyle m}의 곱셈 역원이라고 한다.
{\displaystyle mm^{-1}=m^{-1}m=1_{M}}
곱셈 역원을 {\displaystyle x^{-1}}와 같이 표기할 수 있는 이유는 각 원소의 곱셈 역원이 많아야 하나인 데 있다. 이는 각 원소 {\displaystyle m\in M}의 두 곱셈 역원 {\displaystyle m',m''\in M}이 모노이드의 결합 법칙에 따라 다음을 만족시키기 때문이다.
{\displaystyle m'mm''=m'(mm'')=m'1_{M}=m'}
{\displaystyle m'mm''=(m'm)m''=1_{M}m''=m''}

## 성질
군(모든 원소가 곱셈 역원을 갖는 군) {\displaystyle G}의 경우 곱셈 역원을 하나의 일항 연산 {\displaystyle ^{-1}\cdot G\to G}으로 치부할 수 있다. 역원 연산은 군의 반대 자기 동형을 이룬다. 다시 말해, 다음과 같은 항등식이 성립한다.
{\displaystyle (xy)^{-1}=y^{-1}x^{-1}}
환의 가역원은 항상 정칙원이다. 이는 다음과 같은 이유에서다. 만약 {\displaystyle r\in R}가 가역원일 경우, 만약 {\displaystyle rs=0_{R}}이라면, 양변의 왼쪽에 역원 {\displaystyle r^{-1}}을 곱하면 {\displaystyle r^{-1}rs=r^{-1}0_{R}}이 되고, 정리하면 {\displaystyle s=0_{R}}이 된다. 마찬가지 이유로 만약 {\displaystyle sr=0_{R}}이라면 {\displaystyle s=0_{R}}이다.
반면 환의 정칙원은 가역원이 아닐 수 있다. 예를 들어, 정수환의 -1, 0, 1을 제외한 모든 원소는 정칙원이지만 가역원이 아니다. 반면 유한환의 모든 정칙원은 가역원이다. 이는 정칙원에 의한 왼쪽 곱셈이 단사 함수이며, 유한 집합 위의 단사 함수는 항상 전사 함수이기 때문이다. 특히, 유한 정역은 항상 체를 이룬다.
자명환이 아닌 환에서 0의 곱셈 역원은 존재하지 않는다. 이는 모든 가역원이 정칙원이라는 명제의 특수한 경우이다. 모든 원소가 곱셈 역원을 갖춘 경우, 특히 모든 체의 경우, 나눗셈을 정의할 수 있는데, 이 경우 나누는수는 0이 될 수 없다. 자명환의 경우 0의 곱셈 역원은 0 자기 자신이 된다.

## 예
- e의 곱셈 역원 {\displaystyle 1/e}는 함수 {\displaystyle f(x)=x^{x}}가 최솟값을 취하는 점이다. 즉, 임의의 {\displaystyle x\in \mathbb {R} }에 대하여, {\displaystyle (1/e)^{1/e}\leq x^{x}}이다.
- 황금비 {\displaystyle \varphi =0.625\dots }의 곱셈 역원 {\displaystyle 1/\varphi =1.625\dots }은 동일한 소수 부분을 갖는다.
- {\displaystyle {\sqrt {n+1}}+{\sqrt {n}}}의 곱셈 역원은 {\displaystyle {\sqrt {n+1}}-{\sqrt {n}}}이다. 특히 {\displaystyle {\sqrt {n^{2}+1}}+n}의 곱셈 역원은 {\displaystyle {\sqrt {n^{2}+1}}-n}인데, 이 둘은 같은 소수 부분을 갖는다.
- 사인 {\displaystyle \sin x}, 코사인 {\displaystyle \cos x}, 탄젠트 {\displaystyle \tan x}의 곱셈 역원은 각각 코시컨트 {\displaystyle \csc x}, 시컨트 {\displaystyle \sec x} 코탄젠트 {\displaystyle \cot x}이다.
- 유리수 {\displaystyle m/n\in \mathbb {Q} }의 곱셈 역원은 {\displaystyle n/m}이다.
- 복소수 {\displaystyle z\in \mathbb {C} }의 곱셈 역원은 {\displaystyle {\bar {z}}/|z|^{2}}이다. 여기서 {\displaystyle {\bar {z}}}는 {\displaystyle z}의 켤레 복소수, {\displaystyle |z|}는 {\displaystyle z}의 절댓값이다.
- 정사각 행렬의 곱셈 역원을 역행렬이라고 한다. 이는 가우스 소거법을 통해 구할 수 있으며, 고전적 수반 행렬 나누기 행렬식이라는 공식 역시 존재한다. 정사각 행렬은 역원을 가질 필요가 없다. 즉, 행렬환은 {\displaystyle 1\times 1}의 경우를 제외하면 정역일 수 없다.

## 같이 보기
- 덧셈 역원
- 역원
- 분수 (수학)
- 곱셈
- 나눗셈